# スペクトルマン
『スペクトルマン』は、ピー・プロダクションが初めて単独で企画、制作した特撮ヒーロー番組の題名。およびその番組に登場するヒーローの名称。1971年1月2日から1972年3月25日にかけてフジテレビで土曜日19時00分から19時30分に全63話が放送された、
番組開始当初の題名は悪役を冠にした『宇宙猿人ゴリ』であったが、その後『宇宙猿人ゴリ対スペクトルマン』を経て、最終的に『スペクトルマン』へと改題された。第二次怪獣ブーム（または「変身ブーム」）の先駆けでもある。

## 概要
宇宙からの侵略者「宇宙猿人ゴリ」の送り出す怪獣対ネヴュラの星のヒーロー・スペクトルマンの戦いを描く。
怪獣に対して主人公が変身して戦うことは他の特撮テレビ番組と同じだが、当初は悪役が主役、正義のヒーローが脇役という逆転の演出となっていた。また、スペクトルマンがネビュラ71遊星の指令により常にその行動を管理されていて、その指令がないとスペクトルマンに変身できず、地球防衛のためとはいえ非情な命令を下されて苦悩したり、さらに無敵のヒーローではなく強敵怪獣に圧倒されて敗北することも少なくないなど、独自の作品世界を決定付ける新機軸が盛り込まれていた。前後編がストーリーの基本とされ、1話完結は全63話中3回だけ（27話、52話、61話）である。
1970年代前半の第二次怪獣ブームの先駆作品となった。裏番組が『巨人の星』であったため当初は視聴率で苦戦したが、次第に人気を得て1971年4月10日放送の第15話で視聴率を追い抜いている。
企画としてはピー・プロダクションが1960年代に制作したパイロット作品『豹マン』を継承しており、金色のマスク・等身大ヒーローと巨大ヒーローを兼ねた部分はスペクトルマンに、動物マスクのキャラクターはゴリにそれぞれ引き継がれている。

### タイトルの変化
本作品は、その展開の変化とともに番組名が2回変更された。
- 第1 - 20話 ：宇宙猿人ゴリ
- 第21 - 39話 ：宇宙猿人ゴリ対スペクトルマン
- 第40 - 63話 ：スペクトルマン

地上波再放送では第1話から『スペクトルマン』のタイトルで放送された。その際、以下のような変更が行われた。
- オープニングは第40話以降のものと差し替えた。女性のレギュラー出演者が第1 - 40話まで何度か変更しているが、その部分は劇中カットを使用。変更時に差し替えて、テロップも新規に入れている。主題歌は第1 - 39話（アレンジ曲がBGMとしてよく使われる）と第40話以降は違うため、第1 - 39話の主題歌は使用しなくなった。
- エンディングはラストカットの『宇宙猿人ゴリ』『宇宙猿人ゴリ対スペクトルマン』のタイトル部分のみ『スペクトルマン』と差し替えた。これは現在ソフト化・CS放送されているものも同じ。

地上波 再放送のエンディングは『宇宙猿人ゴリなのだ』のボーカル無し メロオケバージョンを使用している。

### 内容
宇宙猿人ゴリ（第1 - 20話）
前番組『紅い稲妻』の打ち切りによる突然の製作決定（1970年12月8日）から放送開始まで25日しかなく、辻真先が一晩で第1話・2話のシナリオを執筆、一部にパイロットフィルムを流用した映像があるなど、急ピッチで撮影を行う異例な状況でスタートした。放送当時社会問題となっていた公害がストーリーに盛り込まれ、怪奇SF色の強いハードな展開がなされた。毎回の怪獣にも公害が盛り込まれ、ヘドロを元に生み出され、人間を骨だけにしてしまう猛毒ヘドロを撒き散らすヘドロ怪獣ヘドロン（第1話、第2話）を皮切りに、人間を溶かす青ミドロを吐く青ミドロ怪獣ミドロン（第3話）、鳩と溝鼠を合成させて生み出され、人間を食い殺すばかりか恐ろしい病原菌を持つ合成怪獣ネズバートン（第9話、第10話）、新築住宅に潜み、その新築住宅に住んだ人間を襲い血を吸って操り、その血を吸われて操られた人間も他の人間を襲い、血を吸って仲間にしてしまうようになる吸血怪獣バクラー（第19話）に代表される、まさに魑魅魍魎（ちみもうりょう）そのもの怪奇性を強調した怪獣が少なくない。そればかりでなく、ゼロン（第3話、第4話）や大地震を起こすモグネチュードン（第15話、第16話）といったパワフルな正統派の怪獣も登場した。また、スペクトルマンに変身する主人公である蒲生譲二が所属する組織は、公害の取り締まりが仕事の公害Gメンである。人間側に怪獣退治専門の組織はない。低予算ながらも、それを逆手に取った作劇や特撮の工夫もなされていた。
しかし、公害問題を題材にすることがスポンサーの反感を買い、悪役であるゴリをメインタイトルにした『宇宙猿人ゴリ』という番組名も問題視され、番組名の変更と内容の変化を余儀なくされた。
宇宙猿人ゴリ対スペクトルマン（第21 - 39話）
公害問題を題材にすることをスポンサーのクレームで断念したスタッフは、番組名の変更とともに公害という題材から離れたパワー重視の純粋な怪獣を登場させ、正統派の怪獣バトル路線を目指していくこととなる。2体の怪獣が出てきて対決したり、2体の強敵怪獣がタッグを組んでスペクトルマンをピンチに追い込んだりという展開が幾度となくなされ、公害Gメンが第36話から怪獣Gメンとなり本格的な防衛組織へと発展したりと、主役側も大きく変化した。また、第27話より東映作品を中心に活躍していた矢島信男が、別所プロデューサーの紹介により特撮監督として参画。
スペクトルマン（第40 - 63話）
ゴリと戦う正義のヒーロー・スペクトルマンの名をメインタイトルに据え、さらに内容が変化した。怪獣よりもゴリによって地球に呼び寄せられた悪の宇宙人との戦いがメインとなり、当時の『仮面ライダー』人気を意識した等身大での戦闘シーンも増えたが、本来の悪役であるゴリの存在感が薄くなった。スペクトルマンこと蒲生譲二の孤独な戦いを軸に重厚なストーリーが展開され、ゴリの悪質な地球侵略作戦、ゴリと手を組んだ悪の宇宙人の陰謀に巻き込まれた罪なき人々が犠牲になる過酷なドラマが続出した。第59話、第60話はゴリと手を組んだ悪の宇宙人ジェノス星人の企てで、死体を凶悪な殺人鬼として蘇生させて操る薬品によって生み出された殺人鬼が街中で道行く人々を惨殺していくなど、ショッキングな展開も相次いだ。それが、ゴリが腹心のラーをスペクトルマンに倒されて絶望し、スペクトルマンの説得も聞き入れず、自ら命を絶つという最終回にて結実することとなる。

## ストーリー
惑星Eから追放された悪の天才科学者・宇宙猿人ゴリは地球に到達した。美しい地球に魅せられるゴリだったが、公害による地球汚染を見て憤激、自分が人間にとって代わって地球の支配者になろうと考える。彼は公害などを利用して次々と侵略怪獣を送り出すが、ネビュラ71遊星の指令で地球に派遣されたエージェント、スペクトルマンがその前に立ちはだかる。

## ヒーローとしてのスペクトルマン
指令衛星ネビュラ71からゴリ追跡・地球防衛の任を課せられた、未開発遊星の保護を目的とする宇宙連合に所属する、ネビュラ遊星のサイボーグ・エージェント。地球への派遣に際し、地球人に模した姿が与えられている。
普段は蒲生譲二（がもう じょうじ）と名乗り、政府機関である公害調査局第8分室・通称「公害Gメン」（後に再編成され、「怪獣Gメン」となった）に所属している。怪獣と戦う時は変身し、直線で構成された金色の頭部、胴体を覆う硬質皮革風プロテクター、金色の腕・脚を覆うスーツにブーツ・グローブ、シンボルマークを中央にすえたベルトの装着といった、独特の姿を持つヒーローと化す。この変身は蒲生の身体自体の変形ではなく、ネビュラの承認を受けて照射された光線を浴びることにより、転送されたマスクやスーツなどの装備が蒲生の全身に包まれ、装着・変身するというものである。第2話では、変身が解除されて昏倒している蒲生のかたわらに転がっているスペクトルマンの頭部を、ラーが分析のために持ち去る描写があり、この頭部がスペクトルマン自体の顔でなくマスクであることがわかる。このことからも、スペクトルマンの容姿があくまでも正体隠蔽、かつ戦闘用のための装備を装着した姿であることがうかがえる（このマスクは、ネビュラ側でゴリのもとから即刻奪還されている）。しかし、この設定は次第に曖昧な描写への変化を経て、最終的にスペクトルマンは蒲生の身体が変化～変身した姿という雰囲気が作られていく。ただし、ゴリ討伐の任務を完遂して遊星へ帰還次第、蒲生としての容姿は抹消され、二度と彼の姿に戻ることは不可能となるらしい（最終回で蒲生が「この顔ともお別れか…」と呟く台詞による）。そのため、本来のネビュラ人サイボーグ・エージェントとしての「スペクトルマン」がスペクトルマンのままの姿なのか、またはまったく別の容姿を持つのかは明確に描かれていない。
地球人にとっては「スペクトルマン」とは、一貫してあくまでも変身体のことを指すが、ネビュラ71にとっては変身体も蒲生譲二の状態も一貫して「スペクトルマン」であり、常にそう呼ばれる。
あくまでも極秘の地球滞在での防衛活動のため、地球人にもゴリ側にも正体は絶対秘密であり、第1話ではネビュラに「正体が知られたら解体する」と厳命されている。しかし実際のところ、第62話でラーに知られた際（ラー配下のサイボーグに「痺れガス」を浴びせられたのにまったく反応しなかったことから判明）や、最終話で木戸口二郎や倉田室長に正体を知られても、ネビュラから実際に処罰されることはなかった。
変身に際して特にアイテムを用いることはないが、独断での変身はできず、ネビュラからの許可をもらったうえでそこからの光線照射が必要である。一般的には右腕を斜め前方に突き出し、上空に見えるネビュラに変身許可を求めて承認を受けるか、逆にネビュラからの変身指令によって変身する。なお、ネビュラを目視できない場合の変身は不可能である。変身後は自在に（場合によってはこれもネビュラの指示により）巨大化できる。第20話では富士山よりも巨大化し、数個のガスタンクを火口に投げ込むという荒技を披露した。これは巨大化の限界に達してエネルギーが激しく消耗し、しばらく戦闘不能になる。
怪獣に苦戦して引き分けるか、あるいは一度もしくは数度にわたり敗北するケースも多く、1エピソードの2話中に数回にわたって1体の怪獣と対戦し、やっと倒せることが多い。また、必殺技がスペクトルマンの体力を著しく消耗させ、怪獣を倒しても倒せなくても倒れ込んで行動不能になることが多い。

### アクション
- ファイティングポーズは指を握らず手刀を基調としており、片腕は前方、もう片腕は顔面に構え、両足を内股気味に閉じた独特のポーズで立つ。これは、スーツアクターの上西弘次が以前演じていたウルトラセブンとの差別化のためだという[17]。
- 格闘戦のアクションにおいても、常に内股気味で立ち回る。
- チョップ攻撃を多用する。
- 豪快な投げ技もまれに披露することもあるが、怪獣に力負けして苦戦に陥り苦し紛れに必殺技を放つパターンであり、格闘戦は苦手と言える。
- 格闘戦で苦戦すると、苦し紛れに大木やパイプラインなどを拾い上げ、武器として振り回して使用することが多々ある。
- 第1話は極端に製作期間が短かったため、初戦闘シーンは飛び人形のみで描いている[2]。

### 武装
ネビュラスライス
前腕部のノコギリ型のヒレ状突起を起立させ、刃物として使用する。怪獣の急所を切断するなどで倒す決め技として使用したこともあるが、基本的には格闘戦で相手にダメージを与えるにとどまる使われ方が多い。
ネビュラギムレット
前腕部のノコギリ型のヒレ状突起を高速回転させてドリルとし、主に地中に潜るのに使われる技。攻撃に使われることもある。
スペクトルカッター
第13話にて初使用。ベルトのスペクトルバックルから取り出される色鮮やかな手裏剣。普段は蒲生のデスクに納められている。スペクトルフラッシュとの連接技として使用することが多い。ネオヘドロンにはまったく通用しないなど戦果は芳しくないが、ズノウ星人戦では効果があり、スペクトルフラッシュとの連接技でこれを葬った。また、第43話では太陽マスクに操られた生身の子供たちに使用し、これを鎮圧している。
スペクトルビッグバックル
第51話にて初使用。ベルトのスペクトルバックルが巨大化し、切断武器としての威力を発揮する。一峰大二の漫画版では、テレビ版より先に登場している。
スペクトルガン
第26話のみ使用。サタンキングに完敗したスペクトルマンにネビュラから転送された超兵器。ミサイルの数百倍もの破壊力を発揮するため、市街地での使用で住人に多大な被害を与えることを懸念したスペクトルマンは、山中における射撃訓練を行ったうえでの実戦を余儀なくされた。
- スペクトルガンの元になったのはMP40の市販モデルガンで、銃身、ストックおよび弾倉を装着せず、全体を銀色に塗装したプロップが製作されて使用されている。

剣と盾
第22話のみの使用。ズノウ星人が乗り移ったことで戦闘力がアップしたギラギンドに対し、素手で対処不可能になったスペクトルマンのもとにネビュラより突然転送されてきた。盾はギラギンドのドリルで破壊されたものの、最後は剣で首をはね、これを倒した。

### 必殺技
体当たり技
第2話でヘドロンを倒した技。人間サイズで高速飛行しながら、文字通り体当たりして敵を貫通する。
七色の光線（一部の書籍、および劇中のテレビ局アナウンサーによる命名では「スペクトル光線」）
第4話でスペクトルフラッシュの使用が許可されるまで多用された技。ミドロンには決め技として使用し、爆発させずに溶解を経て白骨化させた。
スペクトルフラッシュ
エネルギー光線を指先から照射して敵を爆発させる、スペクトルマンの代表的な必殺技。発射パターンがいくつかある。
初期は手をクロスさせて、上記の七色の光線と同様の光線を両手から放っていたが、中期以降は手を合掌し、指先からレーザー状の光線を放っていた。
第4話でゼロンに苦戦するスペクトルマンに対し、ようやく使用許可が降りた。最大威力で発射すると力尽きて倒れてしまうため、「失敗すれば命はない」とネビュラに宣告されるほどである。放送当時の雑誌の記事には1発で全エネルギーの90%を消費すると紹介されていたが、2クール辺りから作風が変わったため、フラッシュを放った後でも力尽きて倒れなかったり、連続で発射も可能になった。
第62話では、構えに入ってから発射するまでの時間が2.5秒であり、この間のスペクトルマンは無防備になることをゴリに見抜かれてしまう。そこで、2.48秒でフラッシュを発射できるディサイトマンとの戦いでは、ジャンプして回転しながらフラッシュを発射した。結果は、ディサイトマンと同タイムの2.48秒で発射したために命中し、相打ちとならず倒すことに成功する。
スペクトルサンダー
全身から超高熱を発して相手を吹き飛ばす技。劇中ではネオヘドロンを倒した稲妻状の光線や、シルバーロボを倒した頭部から発射する絶対零度の冷凍ガス、などバリエーションがある。こちらもエネルギーの消費が激しく、使用後はスペクトルフラッシュ同様に力尽きてその場に倒れ伏してしまうことが多い。
スペクトルエース
第52話で、マウントドラゴンに対して使用された光線技。怪獣が人間（Gメンの太田隊員）を飲み込んでいるため、これを照射して怪獣を静止させた。
ダブルスペクトルフラッシュ
最終回で、ラーを倒した技。スペクトルフラッシュをまず、右手だけで放ち、ラーにジャンプで避けさせてから、地面に降り立った所に、　　
左手のフラッシュを命中させて、爆死させた。

## 登場人物

### スペクトルマン
蒲生 譲二（）
この作品の主人公で、公害Gメンの一員。ネビュラ71からの指令を受けてスペクトルマンに変身し、怪獣と戦う。変身を他人に見られてはならず、もし見られた場合は解体されることになっている。しかし実際は一般人に正体を見破られたり、人前で変身したりすることもあった。性格は温厚であるものの自分勝手に行動し、その場からいなくなることも多かったため、メンバーから非難されたこともよくあった。子供と接することも多い。
- 「蒲生譲二」の名は、理論物理学者のジョージ・ガモフをもじって命名された。うしおそうじはこの名がお気に入りで、後にこの「蒲生譲二」名義で漫画も執筆している。

### 公害Gメン（怪獣Gメン）
蒲生譲二が所属した組織。第35話までは公害調査局第八分室、通称「公害Gメン」で文字通り公害を調査する組織だったが、怪獣（怪物と呼ぶこともある）と関連する出来事が多くなったため、第36話から「怪獣Gメン」として活動することになるが、このことに関しては倉田室長が自ら説明している。これに伴い、公害Gメン時は一貫して私服姿で、移動には一般乗用車だったのが、怪獣Gメン時は出撃する際にサファリルック風の隊員服と白色のヘルメットを着用する。移動時はジープや「ボントトルエカ」というヘリコプターを使用するようになった。女性隊員のみパトランプ付のヘルメットを装着するが、出演者がパトランプ付のヘルメットに反対したため、女性隊員のみが被ることになった。
Gメンのメンバーは蒲生、倉田を含め、都合9名が登場する。男性Gメンは途中降板なく最終回まで変わらなかったが、女性Gメンは都合4名が入れ替わり登場した。その入隊・除隊理由は語られていない。
- Gメンの衣裳は、倉田室長役の大平透が、自身の行きつけのブティックとタイアップして全員分を用意した[21]。

倉田室長
譲二たちが所属する公害調査局第八分室（公害Gメン）の室長。フルネームは倉田茂雄。主に調査局内でメンバーとの連絡を取り合ったり、指示を出す。メンバーと共に現場に自ら向かうこともある。テレビ版、漫画版共にネズバードン編では譲二の正体に気付いているかのような思わせぶりな発言をしており、最終回に蒲生からスペクトルバックルをペンダントにしたアクセサリーを少年に贈られたのを知ると「そうか蒲生…やっぱり君がスペクトルマン……」と呟いている。
加賀 信吉
公害Gメンの主任。怪獣Gメンとなった後は現場でのリーダーを務め、攻撃などの指揮をとる。宮崎県出身で会話でも宮崎弁を用いて話す。
太田 高志
公害Gメンの一員。悪意なく軽率に失言をすることが多く、少々そそっかしいところもある。第52話では麻酔が効いて、トレーラー上に眠る怪獣マウントドラゴンに譲二と深夜の巡回中に飲み込まれてしまったが後に救出される。公害、怪獣Gメン時共に車で移動する際に運転を担当していることが多い。
有藤 年夫
公害Gメンの一員。誠実で行動的であり、格闘戦に優れている。第50話ではイゴール星人の催眠術にかかってしまうが、後に回復する。第52話のマウントドラゴンのトレーラーでの輸送の際は加賀、譲二と共に行動している。
遠藤 理恵
初代 女性Gメン（第1 - 10、12話）。公務員らしからぬスタイリッシュなファッションに金髪ウルフカットの髪型が特徴で、かなり行動的な女性である。ラーに好意を持たれ、第3話ではラーの姿を見た途端に気絶してしまい、連れ去られてしまう。第5話では恐怖公害人間になってしまったが、後に回復している。譲二と共に行動することがあり、第4話では譲二を自ら誘い、食事に行ったり（実際は喫茶店に誘っている）していた。
立花 みね子
2代目 女性Gメン（第19 - 35話）。初登場は第17話で、譲二と同じアパートに住んでいたが、第19話より公害Gメンの一員に加わっている。理恵よりはおとなしい性格ではあるが、無謀な行動を取ろうとする譲二を阻止することもあった（第25話など）。船長の父親（演：上西弘次）はサンダーゲイの犠牲になっており、進（演：江藤博利）という弟がいる。第25話では海辺で腕を負傷している譲二を発見し、着ている洋服を脱いで水着姿になり、自ら泳いで譲二を救出している。
沢 みどり
3代目 女性Gメン（第36 - 39話）で、「怪獣Gメン」になってから初の女性Gメン。登場したのは4回と一番少ないものの、ゴリの秘密基地を自ら発見したこともあった。その後はゴリの手下に捕まってしまい、スペクトルマンのことを問いただすゴリやラーから厳しい拷問を受けるも屈しない気の強さを見せた。OPでは登場しておらず、EDで出演者としてクレジットされている。
柳田 弘美
4代目 女性Gメン（第40 - 63話）で、一番多く活躍した女性Gメンである。譲二と共に行動することが多い。第54話では草人間との格闘でやられてしまい、橋の上で気絶してしまったが後に有藤たちの手で救出されている。後期のOPではジープに乗り込む姿を見せているものの、劇中では運転している姿はない。

### 宇宙猿人
超高度文明を誇るガイシテス太陽系第5惑星、通称「惑星E」に住む宇宙人。サルのような姿をしていることからそう呼ばれる。
ゴリ
地球侵略を企てる宇宙猿人。IQは300。
かつては、ガイシテス太陽系・第5惑星Eの天才科学者だったが、生まれついての独裁者であったため、軍の一部と謀って惑星の猿人社会の独占を計画。それが発覚し、惑星Eの法廷から精神改造刑を言い渡される。しかし腹心のラーに救われ、彼の円盤に乗ってガイシテス太陽系を脱出、地球にたどり着いた。そして地球を第二の故郷にしようとしたが、美しい地球を公害によって汚染し続ける人類の身勝手さに怒り、自らが地球の主導者になろうと画策する。肉体的な力は地球人とほとんど変わらず、格闘などは苦手であり、ズノウ星人に乗り移られたラーに叩きのめされ、なすすべが無かったことがある。
普段は、円盤内の万能椅子に座っており、ラーに指令を下している。頭部は猿人であるが身体は贅肉のない均整のとれた美しい体型であり姿勢もよい。礼装用の白い手袋とピンクの宇宙服が定番である。手話に似たポーズを取るのが特徴。また、他の宇宙人と手を組み、侵略活動を依頼することもたびたびある。第44話・45話では、ラー共々全く登場せず、以後も前編のみ登場しないことが多くなる。
- ゴリとラーにはマリオネット人形も用意されていたが、本編では使用されなかった。円盤のミニチュアは『吸血鬼ゴケミドロ』の流用。

ラー
惑星Eの元軍人でありゴリの忠臣である。以前からゴリに仕えており、ゴリが精神改造刑を受けさせられそうになったとき身を挺してゴリが惑星Eを脱出する時の手引きとなった。知能はゴリはおろか、人間よりも遙かに劣るが、力には自信を持つ。ゴリには忠誠を誓ってはいるが、失敗のたびに怒鳴り散らすため、わずかながら反感を持っている。力は強く、人間を一撃で殺害してしまえるほどの怪力を持ち、また、目を光らせて、透視を行い、ズノウ星人に取りつかれた人を見破ったこともある。第5話でゴリに巨大化して暴れるよう命じられた時には「俺は怪獣では無い。軍人だ!」と命令を拒否しようとしたこともある。たびたび地球に現れて、情報採集を行う。第3話では、女性Gメンの遠藤理恵に一目惚れしてしまい、彼女を連れ去っている。第7話でも彼女を拉致しようとしたが、スペクトルマンに阻止され未遂に終わっている。その後も理恵のことを想い続けている描写があったものの、理恵役の小西まち子が諸事情の理由で第12話をもって降板したため、その後のストーリーでは無かったことになっている。
最終回（63話）にて、倒されたデサイトマンから中枢神経を移植され、猿人爆弾となりスペクトルマンと決戦。素早い動きでスペクトルマンを翻弄し、スペクトルフラッシュにも耐えた。しかし、最後はダブルフラッシュを受け命を落とす。ゴリはその死を悼んで、自らも命を断つほどの深い主従関係の絆で両者は結ばれていた。
巨大ラー
第5話登場。
ゴリが、ラーを巨大化させた姿。ゴリの秘密基地を探ろうとするスペクトルマンの目をそらすため、新宿に出現して暴れた。防衛隊戦闘機を一掃し、スペクトルマンと格闘戦では互角に戦う。卑怯な降参戦術で油断したスペクトルマンのみぞおちにパンチをたたき込み、馬乗りに殴りつけ、ビル屋上のタンクを顔面に叩きつけ失神させる。しかし、防衛隊戦闘機の2次攻撃に気を逸らせた隙に、ふらふらと立ち上がったスペクトルマンのフラッシュを浴びて重傷を負い、退散した。ラーが巨大化したのは、この一度だけである。

## 着ぐるみ造形
- スペクトルマンの造形は、予定していた高山良策が多忙のため、高山の紹介で『ジャイアントロボ』などを手掛けた鈴木徹主宰の異人館工房に委ねられた。鈴木は、井上繁と共に、鷺巣富雄、的場徹、別所孝治の立会いの下、彼らの意見を参考に、1日弱でマスクの粘土原型をデザイン画なしに完成させた[54]。マスクは第1,2話の撮影中に覗き穴が目に付けられ、第8話までは鋭角的なマスクが使用されていた[1]。ボディの部分は当初、FRPが使われていたこともあって、撮影時のアクションに不都合が生じたことから、第3話からウエットスーツへと素材が変更され、第8話からは体色と同様のベルトとなり、第34話では新調され、マスク造形にも若干の修正が加えられた[55][1]。このマスク造形の修正は番組終了までの間に都合2回行われA・B・Cのそれぞれ印象の異なる3タイプが存在する。第1話における、実物大のアップ用ヘドロンも同工房の作である[56]。また、同工房に所属していた井上繁は、過去にも『ジャイアントロボ』などの怪獣造形を任されていた経歴があり[57]、本作品でも第46話から特殊美術を手掛けることになった。スペクトルマンのスーツは、動きやすさなどの点から何度かマイナーチェンジがされている。第10話までは手足はビニール系の素材だったが、それ以降は作業服を改造したものとなった[1]。腕の付け根はノースリーブであり、特に足の付け根はアクション時にプロテクター（茶色い胴着の部分）の両脇の切れ込みが浅いと太腿に裾があたってしまうため、現在のハイレグに近い、深い切れ込みになっている。そのため、中盤までは臀部の約半分が露出したハーフバック、後期は臀部の大半が露出したTバックになっている。
- ゴリとラーの造形は、『ウルトラマン』などを手掛けた高山良策主宰のアトリエ・メイが担当。高山は本作品でもゴキノザウルス、ネズバートン、モグネチュードンなど、3分の2近くの怪獣造形を手掛けた。
- ヘドロン、ゼロンなどの造形を手掛けたのは、小野善次郎主宰のゼン工芸である。完成度はともかく、耐久性に優れた造りは撮影現場において好評だったことから、次番組の『快傑ライオン丸』では怪人造形のほとんどを担当することになった。小野は辻村ジュサブローのグループにいた美術家で、ピープロで美術監督を務め、ミニチュアセットなども手がけている。

## 補足
- ピー・プロダクション社長のうしおそうじは、当初は固体・液体・気体に自在に変化できるエレメントマンを主人公とする実写企画『超人エレメントマン』を親交のあったフジテレビ編成局長の武田信敬へ直接企画提出したが[1]、もっとわかりやすい勧善懲悪ものを要望され本作品の制作に至った[11]。資料によっては『エレメントマン』を本作品の最初の企画として紹介している[9]。
- うしおが『宇宙猿人ゴリ』の企画を思いつくきっかけの1つに、映画『猿の惑星』があったという。
- ゼロン（マグマザウルス）の着ぐるみとミドロンの人形アニメ用モデルは『豹マン』のグレートマグモンとマンドーの流用である。
- 『宇宙猿人ゴリ』の1月2日放送開始に併せ、うしおは秋田書店に依頼して号外風の番宣チラシを製作した。そして大晦日にタクシーを借り、息子の詩郎とともに世田谷から練馬近辺の新聞配達所を回って、新聞に折り込んでもらった[58][11]。この号外では、発行年が昭和47年と誤表記されている[59]（本来は昭和46年）。
- 第1話は時間のない中で制作され、特にスペクトルマンと動けないヘドロンとの戦いにスタッフは苦慮したという[11]。撮影後も、これを編成局長の武田が納得するかどうかが問題となり、フジテレビプロデューサーの別所孝治は放送時間に武田の自宅へ電話をかけ、該当シーンを武田に見せないという手段に出た[60][11]。
- 第7・8話で撮影に使用されたゴキブリは、別所が番組宣伝も兼ねて視聴者に公募した。その結果、生きたゴキブリを封入した封筒が大量に届いたため、編成局長は激怒した[61]。
- 劇中の「公害調査室」は、フジテレビの社屋内における空き部屋を借りて撮影されていた[62]。
- 初代女性Gメンである遠藤理恵を演じた小西まち子は、当時『オールナイトフジ』とレギュラーを掛け持ちしていたため、体調不良により第12話で降板した[63]。小西は後年、漫画家の谷岡ヤスジと結婚するが、本作品には、第3話などに谷岡作品のギャグが挿入されている[64]。この件に関して小西は、谷岡と知り合ったのは本作品の後であり、全くの偶然であると語っている[65]。
- 特撮班の撮影は『マグマ大使』と同様に栄スタジオが使われていたが、守衛室さえない老朽化した施設で、児童が侵入してスペクトルマンの飛行用ミニチュアが盗まれたこともあった。犯人は警察官の子どもだったそうである[66]。このこともあり、第32話からは、仙川に新築されたばかりの栄スタジオの第3スタジオで撮影が行われるようになった[20]。またこのころから、円谷プロ・東宝・東映系の特殊美術スタッフを積極的に起用することで特撮場面の強化も図られている。[要出典]第3スタジオでは爆発シーンでの火が燃え残り、翌日ミニチュアが焼失していたことがあった[67]。特撮シーンの一部は、『空の大怪獣 ラドン』などの特撮映画から流用している[68]。
- 1話完結のエピソードのうち第61話は、最終回のクランクアップ後に話数調整として制作されたことから、ロケーション中心の内容になった[69]。
- スケジュールは最後まで厳しかったようで、主演の成川はフジテレビ721での『ピープロ魂』に出演した際、スペクトルマンで印象に残っているエピソードを問われて「撮影のスケジュールが厳しくて忙しかったことの方が印象に残っている」と発言している[信頼性要検証]。
- 特撮を担当した矢島信男は自宅に視聴率調査機が取り付けられていたため、プロデューサーの別所から本作品を観るよう頼まれていた[11]。
- 序盤での公害のシーンでは、大昭和製紙の工場から流されるヘドロの映像を使い、同社からクレームがついた[13]。
- 『イナズマン』の第18話は、第59話・第60話とほぼ同様の展開で予知能力を持つ少年が登場し、少年が敵の能力を予知したり、視力を失ったヒーローを超能力で助けるなどの点が共通する。ただし、本作品に登場する少年は超能力を使い果たして死亡するが、『イナズマン』に登場する少年は助かる点が異なっている[70]。脚本を担当した高久進は、ストーリーの使い回しを何度か行っていると証言している[53]。
- ゴリの声を担当した小林清志は、関連本のインタビューで「ゴリの声をアテたことすら覚えてない」とコメントしている。また、番組自体も満足に観られなかったという。途中で降板した理由については、1971年当時、小林自身が水俣病を扱った芝居に出演して日本全国を周っており「多忙のため仕方なしに番組を降りたのでは」とも述べている[71]。
- ピー・プロダクションでは、本作品放送時に「怪獣友の会」を発足し、撮影見学会を催すなどファンとの交流を行っていた[72]。
- アメリカ合衆国ではプロデューサーのリチャード・L・ローゼンフェルドが配給権を取得し、1978年から俳優・映画監督のメル・ウェルズが演出を手がけた英語吹替版が放送[73]。中南米や欧州でもローゼンフェルドによる配給で放送された[73]。デビッド・ジャンセンを主演にした新作案も存在したが実現にはいたらなかった[7]。
- うしおは晩年にタイトルを『蒲生譲二』とする大人向け作品として本作品のリメイクを構想していた[74]。

## スタッフ
- 原作：うしおそうじ
- 企画：的場徹
- プロデューサー：鷺巣富雄、別所孝治（フジテレビ）
- アシスタント・プロデューサー：柴田健治、篠原茂
- 製作主任：黒田達雄、成田五十六
- 製作進行：伊藤貞幸
- 撮影：柿田勇
- 照明：石井大和、近藤勝、大西顕正、高橋勝也
- 美術：飯田公夫、池田康彦
- 特撮監督:的場徹、矢島信男、堺武夫、石黒光一
- 助監督：石黒光一、堺武夫、坂本保彦、石川裕一
- 特殊撮影：細川正司、エキス・プロ、下田久
- 特殊照明：吉田一夫（畠山電気）
- 特殊美術：窪野博朗、深田達郎、井上泰幸、井上繁
- 操演効果：中島徹郎、平鍋巧
- 合成作画：渡辺善夫、鷲巣富雄
- 記録：福島勇子、
- 美粧：田口のり子
- 衣装：京都衣裳
- 編集：香園稔（光映社）
- 主題歌作曲：宮内國郎
- 劇伴作曲：寺島尚彦
- 選曲：吉田征雄
- 効果：中山太三（石田サウンドプロ）
- 録音：アオイスタジオ
- 現像：ソニーPCL
- 人形アニメーション：藤森誠代※第3話のみ
- 制作：ピー・プロダクション、フジテレビ

## キャスト
- 蒲生譲二 - 成川哲夫
- 倉田室長 - 大平透
- 加賀信吉 - 渡辺高光（本編の殺陣・擬斗も担当）
- 太田高志 - 新井一夫
- 有藤年夫 - 尾崎孝二
- 遠藤理恵 - 小西まち子（第1 - 10、12話）
- 立花みね子 - 親桜子（第17 - 35話）
- 沢みどり - 後藤留美（第36 - 39話）
- 柳田弘美 - 桜井妙子（第40 - 63話）

### 声の出演
- ゴリ - 小林清志（第1 - 10、19 - 29話）、加藤精三（第11 - 18話）、西山連（第30 - 63話）
- ラー - 上西弘次
- ネビュラの声、ナレーター - 小林恭治

### ゲスト
特記のない限りDVDBOX『スペクトルマン カスタムコンポジットボックス』封入解説書に基づく。
- たけしの父 - 雁坂彰（第5話・第6話）
- たけしの母 - 豊島八重子（第5話・第6話）
- たけし - 七井繁信（第5話・第6話）
- 中谷 - 佐久間三雄（第7話・第8話）
- 秀夫 - 伊藤潤一（第9話・第10話）
- 岡田 - 渡真二（第11話・第12話）
- 太郎 - 浅倉貴葉（第11話・第12話）
- 岡田の妻 - 藤代容子（第11話・第12話）
- 大垣博士 - 片山滉（第13話）
- 日下礼子 - 宮映子（第13話・第14話）
- 倉田奈津子 - 澤悠子（第15話・第16話）
- 倉田まもる - 狩野敏雄（第15話・第16話）
- 老人（進の祖父） - 館敬介（第17話・第18話）
- 立花進 - 江藤博利（第17話・第18話）
- 進の父（立花船長） - 上西弘次（第17話）
- 加賀弓子 - 米岡雅子（第19話・第20話）
- 社長 - 浅若芳太郎（第19話）
- 棟梁 - 築地博（第19話）
- インベーダー - 土井武、堀川貴美子（第19話・第20話）
- 塩月 - 鴨志田和夫（第21話）
- 水上 - 渡辺貞男（第21話）
- 葉子 - 村尾律子（第21話）
- 勝夫 - 山崎亮一[注釈 9]（第23話）
- サブ - 中村上治（第23話）
- ユキ - 山上茂子（第23話）
- カメラマン - 鷺巣富雄（第23話）
- 天文台所員 - 辻萬長（第25話）
- 戸田与吉 - 関口篤（第28話）
- 看護婦 - 工藤富子（第29話）
- 吾助爺さん - 築地博（第30話・第31話）
- ケン坊 - 中島悟（第30話・第31話）
- 坂本先生 - 香川リサ（第32話・第33話）
- 村瀬所長 - 川野耕司（第32話・第33話）
- れいこ - 池田浩子（第32話・第33話）
- 町村博士 - 片山滉（第34話・第35話）
- 民夫 - 塩屋翼（第34話・第35話）
- シンちゃん - 佐久田修（第38話・第39話）
- アキ坊 - 吉田昌弘（第38話・第39話）
- 源ぢいさん - 寄山弘（第40話・第41話）
- ケンジ - 橋爪達也（第40話・第41話）
- 阿部先生 - 阿部進（第42話・第43話）
- 石田五郎 - 高野浩幸（第42話・第43話）
- 石田まさお - 佐野伸寿（第42話・第43話）
- 戸塚 - 片山滉（第44話・第45話）
- 節子 - 芽淳子（第44話・第45話）
- 老人 - 山本武史（第46話・第47話）
- 老婆 - 岡崎夏子（第46話・第47話）
- 三吉 - 鶴田忍（第48話・第49話）
- 堂本博士 - 有馬昌彦（第48話・第49話）
- 五郎少年 - 三輪明（第50話・第51話）
- 山本博士 - 古山桂治（第52話）
- 高倉健一 - 新井康弘（第53話・第54話）
- 高倉のり子 - 宮崎加代（第53話・第54話）
- 村人 - 築地博（第53話・第54話）
- 始少年 - 阿部仁志（第55話・第56話）
- リサ - 三浦真弓（第57話・第58話）
- 朝永 - 森烈（第57話・第58話）
- 景山博士 - 奥野匡（第57話・第58話）
- 早田ジュン - 塩屋翼（第59話・第60話）
- ゆきお少年 - 松原和仁（第61話）
- 木戸口一郎 - 根岸一正（第62話・第63話）
- 木戸口二郎 - 江藤博利（第62話・第63話）
- トレーナー - 菊池英一（第62話）

### スーツアクター
特記のない限りDVDBOX『スペクトルマン カスタムコンポジットボックス』封入解説書に基づく。
- スペクトルマン、ラー - 上西弘次
- ゴリ、イゴール星人 - 遠矢孝信
- ラー（一部[注釈 10][75]）、ダストマン、モグネチュードン、バクラー、クルマニクラス、マグラー、ザリガニンド、ベガロン、キュドラー、にせスペクトルマン、鳥人、ネヴィラ遊星人（56話）、サタン星人、ジェノス星人、デサイトマン - 鴨志田和夫
- ラー（一部[76]）、ネオヘドロン、バロンザウルス、ムーンサンダー、カバゴン、ブラックドラゴン、巨大草人間、サタン星人 - 石崎洋光
- サタンキング、スピンコブラー、三つ首竜 - 久保田鉄男
- マイナス人間、エジプト怪人、サタン星人 - 有川兼光
- マイナス人間、エジプト怪人、イゴール星人、サタン星人 - 斎藤忠治
- ネヴィラ遊星人（36話） - 木村博人
- マイナス人間 - 岡田克夫
- 太陽マスク、ミゲル星人ガムロ - 杜沢泰文
- パル遊星人 - 小松原薫
- ボビー、ノーマン - 戸知章二
- 流星仮面 - 早水鴻
- マーダラー兄弟 - 藤井滝史、沢美鶴、北上忠行
- キラー星人 - 氷室政司、山本武史

## 主題歌
オープニング
「スペクトルマン・ゴーゴー」（第1話 - 第39話）
作詞：雨宮雄児 / 作曲：宮内國郎 / 歌：みすず児童合唱団、ハニー・ナイツ、スタジオ・オーケストラ
『宇宙猿人ゴリ』時代は、初期は冒頭に「宇宙猿人ゴリなのだ」のインストゥルメンタル版が入り、映像はミドロン戦を中心にして、歌詞&出演者テロップは出さなかった。後期では、冒頭にゴリの台詞が入り、映像は初期版より一部削られ、歌詞&出演者と配役のテロップが入った。『宇宙猿人ゴリ対スペクトルマン』時代は、ゴリの台詞は不変だが、映像が一新され、配役テロップは削られた。
第28、35、36、最終話では挿入歌として使用された。
「スペクトルマン・マーチ」（第40話 - 第63話）
作詞：うしおそうじ / 作曲：宮内國郎 / 歌：みすず児童合唱団、ボーカル・ショップ
エンディング
「宇宙猿人ゴリなのだ」（第1話 - 第35話）
作詞：雨宮雄児 / 作曲：宮内國郎 / 歌：ハニー・ナイツ、スタジオ・オーケストラ / セリフ：小林清志
第2話では、出演者やスタッフのクレジットが一切無かった。
「ネビュラの星」（第36話 - 第63話）
作詞：うしおそうじ / 作曲：宮内國郎 / 歌：みすず児童合唱団、ボーカル・ショップ / セリフ：小林恭治
歌の内容がゴリ側からスペクトルマン側に変更されたのにもかかわらず、映像は不変であるため、ゴリとラーは引き続き登場するもスペクトルマンは登場しない。
オープニングの歌詞字幕では「ネビュラ」ではなく「ネヴィラ」と表記されている。レコード用音源でも、みすず児童合唱団が「ネヴィラ」と発音しているように聞こえるが、初出シングル盤（SCS-136）のタイトル表記は「ネビュラの星」である。

## 放送リスト
| 話数          | 放送日        | サブタイトル                     | 登場怪獣・宇宙人 | 脚本                    | 監督       | 特撮監督 |
| ------------- | ------------- | -------------------------------- | --- | ----------------------- | ---------- | -------- |
| 1             | 1971年 1月2日 | ゴリ・地球を狙う！               | ヘドロン | 辻真先                  | 土屋啓之助 | 的場徹   |
| 2             | 1月9日        | 公害怪獣ヘドロンを倒せ！         | ヘドロン | 辻真先                  | 土屋啓之助 | 的場徹   |
| 3             | 1月16日       | 青ミドロの恐怖                   | ミドロン ゼロン | 藤川桂介                | 土屋啓之助 |          |
| 4             | 1月23日       | ラー地球人をさぐる               | ゼロン 猿人 | 藤川桂介                | 土屋啓之助 |          |
| 5             | 1月30日       | 恐怖の公害人間!!                 | 巨大ラー ラー2号 | 小池一雄                | 土屋啓之助 |          |
| 6             | 2月6日        | 美くしい地球のために!!           | ラー2号 | 小池一雄                | 土屋啓之助 |          |
| 7             | 2月13日       | 黒の恐怖                         | ゴキノザウルス | 辻真先                  | 土屋啓之助 |          |
| 8             | 2月20日       | 決斗!! ゴキノザウルス            | ゴキノザウルス | 辻真先                  | 土屋啓之助 |          |
| 9             | 2月27日       | 恐怖のネズバートン               | ネズバートン | 辻真先                  | 土屋啓之助 |          |
| 10            | 3月6日        | 怪獣列車を阻止せよ!!             | ネズバートン | 辻真先                  | 土屋啓之助 |          |
| 11            | 3月13日       | 巨大怪獣ダストマン出現!!         | ダストマン | 辻真先                  | 土屋啓之助 |          |
| 12            | 3月20日       | よみがえる恐怖!!                 | ダストマン | 辻真先                  | 土屋啓之助 |          |
| 13            | 3月27日       | ヘドロン大逆襲 （前編）          | ネオヘドロン | 辻真先                  | 石黒光一   |          |
| 14            | 4月3日        | ヘドロン大逆襲 （后編）          | ネオヘドロン | 辻真先                  | 石黒光一   |          |
| 15            | 4月10日       | 大地震東京を襲う!!               | モグネチュードン | ねもとしょうじ          | 土屋啓之助 |          |
| 16            | 4月17日       | モグネチュードンの反撃!!         | モグネチュードン | ねもとしょうじ          | 土屋啓之助 |          |
| 17            | 4月24日       | 空とぶ鯨サンダーゲイ             | サンダーゲイ | 辻真先                  | 堺武夫     |          |
| 18            | 5月1日        | 怪獣島に潜入せよ!!               | 猿人（2代目） サンダーゲイ | 辻真先                  | 堺武夫     |          |
| 19            | 5月8日        | 吸血怪獣バクラー現わる!!         | バクラー | ねもとしょうじ          | 石黒光一   | 堺武夫   |
| 20            | 5月15日       | 怪獣バクラーの巣をつぶせ!!       | バクラー | ねもとしょうじ          | 石黒光一   | 堺武夫   |
| 21            | 5月22日       | 謎のズノウ星人対ギラギンド       | ギラギンド ズノウ星人（声：八代駿） | 高久進                  | 土屋啓之助 | 堺武夫   |
| 22            | 5月29日       | 二刀流怪獣ギラギンド大あばれ！   | ギラギンド ズノウ星人（声：八代駿） | 高久進                  | 土屋啓之助 | 堺武夫   |
| 23            | 6月5日        | 交通事故怪獣クルマニクラス!!     | バロンザウルス クルマニクラス | 辻真先                  | 石黒光一   |          |
| 24            | 6月12日       | 危うし!! クルマニクラス          | バロンザウルス クルマニクラス | 辻真先                  | 石黒光一   |          |
| 25            | 6月19日       | マグラー、サタンキング二大作戦!! | サタンキング マグラー | 高久進                  | 土屋啓之助 | 堺武夫   |
| 26            | 6月26日       | 二大怪獣東京大決戦!!             | サタンキング マグラー | 高久進                  | 土屋啓之助 | 堺武夫   |
| 27            | 7月3日        | 大激戦!! 七大怪獣                | サタンキング（2代目） モッグス ゴキノザウルス（2代目） バロンザウルス（2代目） モグネチュードン（2代目） ネズバードン（2代目） X（シルバーロボ） | ねもとしょうじ 鶴見和一 | 土屋啓之助 | 矢島信男 |
| 28            | 7月10日       | サラマンダー恐怖の襲撃!!         | サラマンダー | 辻真先                  | 樋口弘美   | 堺武夫   |
| 29            | 7月17日       | 兇悪怪獣サラマンダーを殺せ!!     | サラマンダー | 辻真先                  | 樋口弘美   | 堺武夫   |
| 30            | 7月24日       | タッグマッチ怪獣恐怖の上陸!!     | ザリガニンド スピンコブラー | ねもとしょうじ          | 石黒光一   |          |
| 31            | 7月31日       | あの灯台を救え!!                 | ザリガニンド スピンコブラー | ねもとしょうじ          | 石黒光一   |          |
| 32            | 8月7日        | よみがえる三つ首竜!!             | 三つ首竜 | 辻真先                  | 土屋啓之助 | 矢島信男 |
| 33            | 8月14日       | SOS!! 海底油田                   | 三つ首竜 | 辻真先                  | 土屋啓之助 | 矢島信男 |
| 34            | 8月21日       | ムーンサンダーの怒り!!           | ムーンサンダー | ねもとしょうじ          | 樋口弘美   | 矢島信男 |
| 35            | 8月28日       | スペクトルマンが死んだ!?         | ムーンサンダー | ねもとしょうじ          | 樋口弘美   | 矢島信男 |
| 36            | 9月4日        | 死斗!! Gメン対怪獣ベガロン       | ベガロン | 高久進                  | 石黒光一   |          |
| 37            | 9月11日       | ゴリの円盤基地爆破大作戦!!       | マイナス人間 ベガロン | 高久進                  | 石黒光一   |          |
| 38            | 9月18日       | スフィンクス前進せよ!!           | スフィンクス エジプト怪人 スフィンクス怪獣 | 辻真先                  | 土屋啓之助 |          |
| 39            | 9月25日       | 怪獣地区突破作戦!!               | ミイラ男 クモ怪獣 | 辻真先                  | 土屋啓之助 |          |
| 40            | 10月2日       | 草笛を吹く怪獣                   | メタノドン マグマザウルス | 伊東恒久                | 樋口弘美   | 矢島信男 |
| 41            | 10月9日       | ガス怪獣暁に死す!!               | メタノドン マグマザウルス | 伊東恒久                | 樋口弘美   | 矢島信男 |
| 42            | 10月16日      | 宇宙から来た太陽マスク           | テングドン 太陽マスク カバゴン | 伊東恒久                | 土屋啓之助 |          |
| 43            | 10月23日      | 怪獣カバゴンの出現!!             | 太陽マスク カバゴン | 伊東恒久                | 土屋啓之助 |          |
| 44            | 10月30日      | 宇宙の通り魔キュドラー星人       | 吸血鬼キュドラー パル遊星人（声：加藤精三） | 高久進                  | 石黒光一   |          |
| 45            | 11月6日       | パル遊星人よ永遠なれ!!           | 吸血鬼キュドラー パル遊星人（声：加藤精三） | 高久進                  | 石黒光一   |          |
| 46            | 11月13日      | 死者からの招待状                 | ガマ星人（声：飯塚昭三） ガマ怪獣 | 山崎晴哉                | 土屋啓之助 |          |
| 47            | 11月20日      | ガマ星人攻撃開始!!               | ガマ星人（声：飯塚昭三） ガマ怪獣 | 山崎晴哉                | 土屋啓之助 |          |
| 48            | 11月27日      | ボビーよ怪獣になるな!!           | ボビー（犬怪獣） | 山崎晴哉                | 樋口弘美   | 矢島信男 |
| 49            | 12月4日       | 悲しき天才怪獣ノーマン           | 天才怪獣ノーマン | 山崎晴哉                | 樋口弘美   | 矢島信男 |
| 50            | 12月11日      | イゴール星人を倒せ!!             | にせスペクトルマン イゴール星人（声：遠矢孝信） ブラックドラゴン                                                                                 | 辻真先                  | 石黒光一   |          |
| 51            | 12月18日      | コバルト怪獣の謎                 | にせスペクトルマン イゴール星人（声：遠矢孝信） ブラックドラゴン                                                                                 | 辻真先                  | 石黒光一   |          |
| 52            | 12月25日      | 怪獣マウントドラゴン輸送大作戦   | 鳥人 マウントドラゴン | 高久進                  | 土屋啓之助 |          |
| 53            | 1972年 1月1日 | 恐怖の鉄の爪                     | 草人間 巨大草人間 コンピューター怪獣 | 伊東恒久                | 石黒光一   |          |
| 54            | 1月8日        | 打倒せよ!! コンピューター怪獣    | 草人間 巨大草人間 コンピューター怪獣 | 伊東恒久                | 石黒光一   |          |
| 55            | 1月15日       | スペクトルマン暗殺指令!!         | キラー星人 マーダラー三兄弟 流星仮面（声：山内雅人）                                                                                             | 山崎晴哉                | 長谷部安春 |          |
| 56            | 1月22日       | 宇宙の殺し屋流星仮面             | キラー星人 マーダラー三兄弟 流星仮面（声：山内雅人）                                                                                             | 山崎晴哉                | 長谷部安春 |          |
| 57            | 1月29日       | 魔女グレートサタンの復活         | サタン星人 グレートサタン ゴルダ | 高久進                  | 土屋啓之助 |          |
| 58            | 2月5日        | まぼろしの怪獣ゴルダ             | サタン星人 グレートサタン ゴルダ | 高久進                  | 土屋啓之助 |          |
| 9 （再放送）  | 2月12日       | 恐怖のネズバートン               | ネズバートン | 辻真先                  | 土屋啓之助 |          |
| 10 （再放送） | 2月19日       | 怪獣列車を阻止せよ!!             | ネズバートン | 辻真先                  | 土屋啓之助 |          |
| 59            | 2月26日       | 地獄の使者ジェノス星人           | ジェノス星人（声：飯塚昭三） ドクロン | 高久進                  | 樋口弘美   | 矢島信男 |
| 60            | 3月4日        | 怪獣ドクロン死の踊り             | ジェノス星人（声：飯塚昭三） ドクロン | 高久進                  | 樋口弘美   | 矢島信男 |
| 61            | 3月11日       | 恐怖の怪獣ショー                 | ミゲル星人 ミゲル星人ガムロ キートット | 伊東恒久                | 大塚莞爾   |          |
| 62            | 3月18日       | 最後の死斗だ猿人ゴリ!!           | モッグス（2代目） ディサイドマン | 山崎晴哉                | 土屋啓之助 |          |
| 63            | 3月25日       | さようならスペクトルマン         | ディサイドマン | 山崎晴哉                | 土屋啓之助 |          |

### 注記
- 話数によっては、予告篇のサブタイトルとナレーションの不一致がみられる。
- 第54話までは表記されていたサブタイトル上の話数が、第55話以降からは省略されている。
- 登場怪獣・宇宙人の欄は、造形物などを用いた敵側のゲストキャラクターのみに限定した。名称についても、劇中での呼称やエンディング・脚本などにおける表記を一次資料として最優先し、文献などにおける表記は二次資料へと分類。第9・10話の「ネズバートン」が、第27話では「ネズバードン」と表記されているのは、そのような事情による。第9・10話の脚本における名称は、「マウスバード」と記述されていた[78]。
- 初期設定におけるラーは3号まで存在しており、初期の脚本上において惑星E出身のラーは「ラー1号」と記述されていた。第4話の「猿人」たちも、脚本では「ラー2号」「ラー3号」といった具合に記されている[79]。
- 第36・56話にはネヴィラ遊星人も、造形物を用いたゲストキャラクターとして登場している。
- 第49話の劇中では実際に「天才怪獣ノーマン」と呼ばれているが、脚本では「宇宙人怪獣」もしくは、「ジューニアス・モンスター」と記述されていた[80]。
- 第62・63話の劇中や脚本における怪獣名は「ディサイドマン」と呼ばれていたが、文献における名称は「デサイトマン」と表記されている。
- エンディングにおける第5・6話の脚本は辻真先と記されているが、ピープロに現存する脚本は手書きで小池一雄の名が記されている。同社公認の文献やDVDソフトに収録された解説資料も、同話数が小池による執筆だったことを肯定している。

### 特撮監督の無表記箇所
- 土屋啓之助は講談社発行の文献において、同一話数で特撮監督も兼任していたことを遠回しに証言している。しかし、当時のテレビ界は同一話数における脚本や特撮監督の兼任を好まぬ風潮だったことから、特撮監督の表記は総話数の3分の1程度に留まっている。
- 石黒光一は朝日ソノラマやソニー・マガジンズ発行の文献にて、同一話数で特撮監督を兼任していたと自ら明言している[81]。土屋啓之助が監督を担った第15・16話では、特撮監督に近い職務を任されていた[81]。
- 堺武夫は過去に『マグマ大使』の特撮監督を経験しており、本作品の第17・18話で本編班における監督デビューを果たした。しかし、完成作品が不評だったことから以降は特撮監督に専念することで、土屋啓之助の特撮演出を無表記で支えていた。これを示唆する証言も、白夜書房などの文献に掲載されていた。DVDソフトに収録された解説資料では、第38・39話などを例に挙げて堺の特撮演出に対する考察が述べられている。

## 放送局
- フジテレビ：土曜 19:00 - 19:30
- 札幌テレビ：土曜 13:30 - 14:00（1971年1月9日 - 4月3日、第13話で打ち切り）[82]
  - 北海道テレビ：日曜 19:00 - 19:30（1971年10月3日 - 1972年9月17日、第27話から放送）[83]
- 青森テレビ：木曜 17:00 - 17:30（1972年7月まで）→ 木曜 16:52 - 17:22（1972年8月から）[84]
- 岩手放送： 月曜 18:00 - 18:30 [85]
- 秋田テレビ：土曜 19:00 - 19:30 → 木曜 18:00 - 18:30 [86]
- 山形テレビ：土曜 19:00 - 19:30（第49話まで） → 土曜 18:00 - 18:30（第50話から）[87]
- 仙台放送：土曜 19:00 - 19:30 [88]
- 福島テレビ：月曜 17:45 - 18:15（1971年11月 - 1972年3月）→ 16:56 - 17:25（1972年4月29日）→ 16:00 - 16:30（1972年5月 - 7月）→ 月曜 - 金曜 10:40 - 11:13（1972年7月 - 8月）[89]
- 新潟総合テレビ：土曜 18:00 - 18:30[90]
- 富山テレビ：土曜 19:00 - 19:30（第13話で終了）[91]
- 石川テレビ：土曜 19:00 - 19:30（第13話まで同時ネット） → 土曜 18:00 - 18:30（1971年4月17日より遅れネット）[91]。
- 長野放送：土曜 18:00 - 18:30[92]
- テレビ山梨：木曜 18:00 - 18:30[93]
- テレビ静岡：火曜 18:00 - 18:30[93]
- 東海テレビ：土曜 19:00 - 19:30
- 関西テレビ：土曜 19:00 - 19:30
- テレビしまね（現・山陰中央テレビ）：火曜 18:00 - 18:30[94]
- 岡山放送：月曜 18:00 - 18:30[95]
- 広島ホームテレビ：土曜 19:00 - 19:30[95]
- 山口放送：木曜 19:00 - 19:30[96]
- テレビ愛媛：水曜 18:00 - 18:30[96]
- テレビ高知：月曜 17:30 - 18:00[97]
- テレビ西日本：土曜 19:00 - 19:30[98]
- サガテレビ：土曜 19:00 - 19:30[98]
- テレビ長崎：土曜 18:00 - 18:30[99]
- テレビ熊本：水曜 18:00 - 18:30[99]
- テレビ大分：水曜 18:00 - 18:30[100]
- テレビ宮崎：水曜 18:00 - 18:30[101]
- 鹿児島テレビ：火曜 18:00 - 18:30[102]
- 沖縄テレビ：土曜 19:00 - 19:30[103]

## パイロット版
1970年夏ごろに撮影されたパイロット版。制作はうしおそうじと的場徹による。制作費は80万円。
基本設定は同じだが、スペクトルマンやゴリの姿は異なる。映像の一部は本編やオープニングに流用された。
1996年のLD-BOX発売に際して円谷コミュニケーションズの円谷英明により「完成版」として編集され、その後のDVD-BOX・Blu-ray BOXにも収録されている。
パイロットフィルムに登場する蒲生譲二役の俳優は諸説あるが、うしおは一時、団時朗であると断言し、各種書籍でも、うしおの証言に倣って団時朗が演じたと紹介している。しかし、団は京本政樹との対談の中で、京本が各種書籍で団がパイロット版で蒲生を演じていることが事実であるかのように書かれていることに触れると、「全然やった覚えはない。いくらなんでも、やっていたらそれくらいは覚えているはず」と出演していることを否定。各種書籍の編集者が団本人に確認を取っていなかったことを裏付けている。成川は自伝の中で、パイロット版の蒲生譲二役を演じた俳優について氏名は失念したと前置きした上で、「当時CMに出演した人物で、団時朗と別人である」と明言している。うしおは後にキッズステーションで放映された「うしおそうじ物語」で、思い違いだったと発言している。
パイロットフィルムでのゴリは、完成作品ではラーの着ぐるみとして使用された。またIQについては、「もともと50だったが、円盤内で万能椅子の操作を誤り下半身不随になるも、IQは300へアップする」というものだった。完成作品でゴリが円盤やエアカーで移動することが多いのは、その名残である。なお「敵首領が下半身不随」という設定は、『風雲ライオン丸』（1973年）のアグダーや『電人ザボーガー』（1974年）の悪之宮博士で活かされることとなった。

## 劇場版
『宇宙猿人ゴリ対スペクトルマン』（1971年7月18日公開）
東映まんがまつりの一編として、『宇宙猿人ゴリ』時代の第9・10話の再編集版を上映時のテレビタイトルに改題して上映。
併映は、『アリババと40匹の盗賊』『ゴーゴー仮面ライダー』『魔法のマコちゃん』『アンデルセン物語』（「カルピスまんが劇場」版）の4本で、東映まんがまつりにおいて特撮作品が2本同時に上映されるのは初であった。ウエイトは、『宇宙猿人ゴリ対スペクトルマン』が上だった。
同時期は、東宝で『ゴジラ対ヘドラ』、大映で『ガメラ対深海怪獣ジグラ』が上映されたが、どちらもテーマは「公害」。奇しくも「公害」をテーマとした怪獣物が上映されることとなった。
『スペクトルマン』（1972年3月18日公開）
東映まんがまつりの一編として、『宇宙猿人ゴリ対スペクトルマン』第27話を改題上映。
同一作品が2回上映されるのは、ピープロでは唯一。だがピープロ作品の劇場公開は、これが最後となった。
OP映像は「スペクトルマンマーチ」の物を使用していたが、タイトルロゴが変更されているため、タイトル部は新ロゴ版に差し替えた。また映像をそのまま使用したため、「ゴリの円盤が新バージョン」「Gメンが『怪獣Gメン』隊員服姿」「ボントトルエカが登場」「女性Gメンが柳田隊員」と、本編部と矛盾する点が多数存在する。
併映は、『ながぐつ三銃士』『仮面ライダー対ショッカー』『さるとびエッちゃん』『ムーミン（第2作）』の4本。「長編アニメ」「スペクトルマン」「仮面ライダー」「魔女っ子」「カルピスまんが劇場」のローテーションは不変。しかし今度は、『仮面ライダー対ショッカー』の方がウエイトは上になった。

## 映像ソフト化
- 1983年、東映ビデオより「怪獣列車を阻止せよ」「大地震東京を襲う」の2篇を収録した単巻ビデオソフトが発売。
- 2002年3月22日、スペクトルマンの頭部を模ったケースの全話収録DVD-BOX発売。
- 2007年6月22日、廉価版の全話収録DVD-BOXが発売。
- レンタルは単巻ビデオソフトのみでDVDは現在のところ、リリースされていない。
- 2016年4月27日、HDリマスター版 BD-BOXが発売、劇場版二作品が初収録された。

## 漫画版
一峰大二の作画で、『週刊少年チャンピオン』（1971年20号 - 38号）と『冒険王』（1971年2月号 - 1972年5月号）と『別冊冒険王』（1971年春季号 - 1972年春季号）（ともに秋田書店）に連載された。また、講談社の『たのしい幼稚園』（1971年4月号 - 1972年5月号）でも一峰による漫画が連載された。テレビ版を基にしたエピソードと漫画オリジナルのエピソードが混在し、テレビ版を基にしたエピソードでも細部に独自の解釈が加えられた描写が多々見られる。また、テレビ版の最終話が1エピソードとして消化され、それとは全く異なる漫画版独自の最終話が描かれた。この最終話では、実写版で離れざるを得なかった公害問題が色濃く描かれた。
一峰は、テレビのデザイン通りに描いてしまうと無表情になってしまい、瞼にある三角形の突起が描きにくかったため、スペクトルマンに瞳を描き入れるなどのアレンジを施していた。
漫画版では、スペクトルマンがエネルギーを使い果たしてテレビ版のようにうつ伏せに倒れてしまう描写はほとんどなく、怪獣を倒したり、スペクトルフラッシュでエネルギーを使い果たしたりすると、次第に透明化して消えて蒲生の姿に戻る、といった描写が多用されている。そのため、テレビ版初期と比べても「弱い」イメージは見られない。その代わり、テレビ版に比べて怪獣も強いような描写も見られ、敵の攻撃で全身ボロボロに傷ついたり、流血してピンチに陥るような頻度が高くなっている。また、頭の角が高熱で溶けて半ば欠損したり、自分の投げたカッターが戻ってきて胸元に刺さる場面もあるなど、戦闘場面は相対的にハードである。
秋田書店の単行本（サンデーコミックス）はテレビ版と同様に、第1巻は『宇宙猿人ゴリ』、第2・3巻は『宇宙猿人ゴリ対スペクトルマン』、第4〜7巻は『スペクトルマン』とタイトルが変化する。これには最終話を含め、幾つかの未収録エピソードが存在した。
1999年、角川書店から全話収録を謳った単行本が発売された。しかし実際には、編集者のチェック漏れで1話分が未収録になっている。これは、その後発売された『快傑ライオン丸』の単行本で補完された。この角川版では、初出時には意図的に最後の戦いを描いていなかった最終話に加筆が施され、ゴリとの戦いに明確に決着が付けられる形になった。また、2006年には『特撮エース』（角川書店）の最終号に後日談が掲載された。
2018年、後日談も含めた全話を初出順に収録し、従来の単行本に未収録だった扉絵なども収録した完全版が秋田書店から発売。最終話は、初出時の最後のコマが角川版では編集されていたのを初出時と同じ形に戻した上で、角川版のための加筆部分をボーナストラックとして収録。

### 登場怪獣
（●は漫画版オリジナル怪獣）
- 公害怪獣ヘドロン
- 化石怪獣ガレロン●
  - 化石から復活した怪獣。有機水銀を含んだ排水が好物で、これを固形にして吐き出し、武器とする。
- ゴミ怪獣ダストマン
  - 顔つきや体格が実写版と大きく異なる。
- 再生怪獣ネオヘドロン
- 双頭怪獣ネズバードン[注釈 14]
- 地震怪獣モグネチュードン
  - 実写版とは顔つきが異なる。
- シロ蟻怪獣バクラー、インベーダー人間、原生動物
  - 実写版とは違い、バクラーは頭部の触角から血液を吸収する。また、ソニック光線ではなく蟻酸を武器とする。
- クジラ怪獣サンダーゲイ
  - 頭部の装甲、鋭い牙が付け足された。
- 分解怪獣ゾロランダー●
  - 昆虫型の怪獣。自由に体のパーツを分解できるが、脳を取り外されると活動を停止する。
- 火薬怪獣マンモスラー●
  - 全身が火薬に覆われた怪獣で、体に敵が触れると爆発を起こす。
- 交通事故怪獣クルマニクラス、拘束怪獣バロンザウルス
  - バロンザウルスの姿が実写版と異なる。
- 幻想怪獣サンドラー●
  - ゴリの作り出した異次元空間「ノン・マン・ワールド」の怪獣。口から吐く砂が武器。
- ドリル怪獣ギラギンド[注釈 15]、他天体怪獣ズノウ星人
  - ズノウ星人は、顔だけで浮遊するエイリアンとなっている。
- 隕石怪獣サタンキング、地底怪獣マグラー
- 油怪獣三つ首竜
  - 両手は発達しており、羽がない。
- 狂犬怪獣ケンネラー●
  - 犬がゴリに改造された怪獣。超音波で無数の犬を操る。武器は鋭い牙と角。
- ザリガニ怪獣ザリガニンド、海草怪獣スピンコブラー
- 古代怪獣サラマンダー
  - 体格が実写版と異なる。
- 月世界怪獣ムーンサンダー
- 人食い怪獣ベガロン、ネヴィラ遊星人、マイナス人間
  - ベガロンが爪の先から放つ溶解液は、襟巻きから放たれる。
- エジプト怪獣スフィンクス、クモ怪獣、エジプト怪人
- 念力怪獣ジャドン●
- 脱皮怪獣マウントドラゴン、鳥人
- 脳波怪獣カバゴン、太陽マスク
- 合成怪獣ガマ星人
- 宇宙からの殺し屋流星仮面、マーダラー3兄弟、怪獣キングオブキラー●（3兄弟長男の変身）
- 宇宙の魔女グレートサタン、まぼろし宇宙人サタン星人、まぼろし怪獣ゴルダ
- 宇宙の放浪者コンピューター怪獣、巨大草人間
- 凶悪宇宙人ジェノス星人、殺人怪獣ドクロン
- 怪獣キートット、奴隷宇宙人ミゲル星人
- デイサイトマン（実写版ではデサイトマン）
- ロボット怪獣メディアドン●

この他、『たのしい幼稚園』の連載分には、火炎を武器とする怪獣「ファイヤーキング」や、人形が巨大怪獣化した「しょうきさま」が登場している。
漫画版の怪獣は、実写版とかけ離れた姿のものが多かった。特に流星仮面、マーダラー兄弟、ゴルダ、コンピューター怪獣、キートットなど、終盤に近づくにつれてその差異が激しくなっている。

## 関連作品
- 快傑ライオン丸
  - 漫画版の最終話で、作中のテレビの中に登場。まだ放送開始日を迎えていないにもかかわらず放送されていることを訝しがられるが、これはゴリの仕業だった。なお、現実世界においても、漫画版最終話が発表されたのは『ライオン丸』の放送が始まる前だった。
- 探偵物語
  - 第9話に劇中番組としてスペクトルマンが登場[111][112]。ただし全く設定の異なる人間サイズのヒーローで、ゴリとラーや怪獣は登場しない。上西弘次はこの件について「自分は関わっていない」と証言している。
- 魁!!クロマティ高校
  - 実写映画版にゴリとラーが登場。ゴリの初代声優の小林清志が再び声を担当した。偶然にもピー・プロダクションの版権管理を本作品の製作総指揮の大月俊倫が行っており、本作品のアドバイザー的な役割だった板尾創路の「ゴリとラー出されへんかなあ」というアイデアが実現、実名で登場することになった。
- 大都会 PARTII、大都会 PARTIII、西部警察
  - 本作品の楽曲が頻繁に流用されている（大都会 PARTIIは第52話、大都会 PARTIIIでは終盤の数話のみ）。このことについては『ピー・プロ70'sヒーロー列伝（1）スペクトルマン』にも書かれている[113]。
- あばしり一家（永井豪）
  - 蒲生譲二が登場するエピソードがある。「痴漢怪獣エッチラー」の出現に、ネビュラに変身許可を願うが、しかも「駄目だ、あれはピープロの怪獣ではない」と却下される落ちまでついていた。蒲生の絵柄は一峰風[111]。
- キン肉マン（ゆでたまご）
  - 原作担当の嶋田隆司が小学5年生の時に描いた同名作品が本作品をモチーフとしていた。
- 吸血鬼ゴケミドロ
  - 1968年、松竹製作の特撮映画。作中の「ゴケミドロの侵略円盤」がゴリの円盤として流用されている[112]。
- 放送室
  - 2005年6月11日の放送で、ダウンタウンの松本人志と構成作家の高須光聖が、好きな特撮番組に関するトークの中で本作品を挙げている。
- 決め方TV
  - 番組で映像の一部が使用されており、ゴリとラーがテーマに則した会話をしている。